# Naaferberg
Naaferberg ist ein Weiler der Stadt Lohmar im Rhein-Sieg-Kreis in Nordrhein-Westfalen.

## Geographie
Naaferberg liegt in der Mitte der Stadt Lohmar. Umliegende Ortschaften und Weiler sind Kreuznaaf im Norden, Grimberg im Osten, Ellhausen im Süden und Ungertz im Westen.

## Gewässer
Durch Naaferberg fließt ein Nebenfluss, der Bönnerbach, der nördlich von Naaferberg im Naafbachtal in den gleichnamigen Naafbach mündet.

## Verkehr

### Verkehrsanbindung
Naaferberg liegt nahe an den Kreisstraßen 34 und 37.

### Busverkehr
- Linie 543: Lohmar – Donrath – Geber – Naaferberg – Pohlhausen – Birk
- Linie 547: Lohmar – Naaferberg – Holl – Neuhonrath – Wahlscheid – Lohmar
- Linie 549: Lohmar – Donrath – Kreuznaaf – Naaferberg – Hollenberg

Das Anruf-Sammeltaxi (AST) ergänzt den ÖPNV.  Naaferberg gehört zum Tarifgebiet des Verkehrsverbund Rhein-Sieg (VRS).